# Setoppia karinae
Setoppia karinae är en kvalsterart som först beskrevs av Sandór Mahunka 1974.  Setoppia karinae ingår i släktet Setoppia och familjen Oppiidae. Inga underarter finns listade i Catalogue of Life.